# Rinascimento bergamasco e bresciano

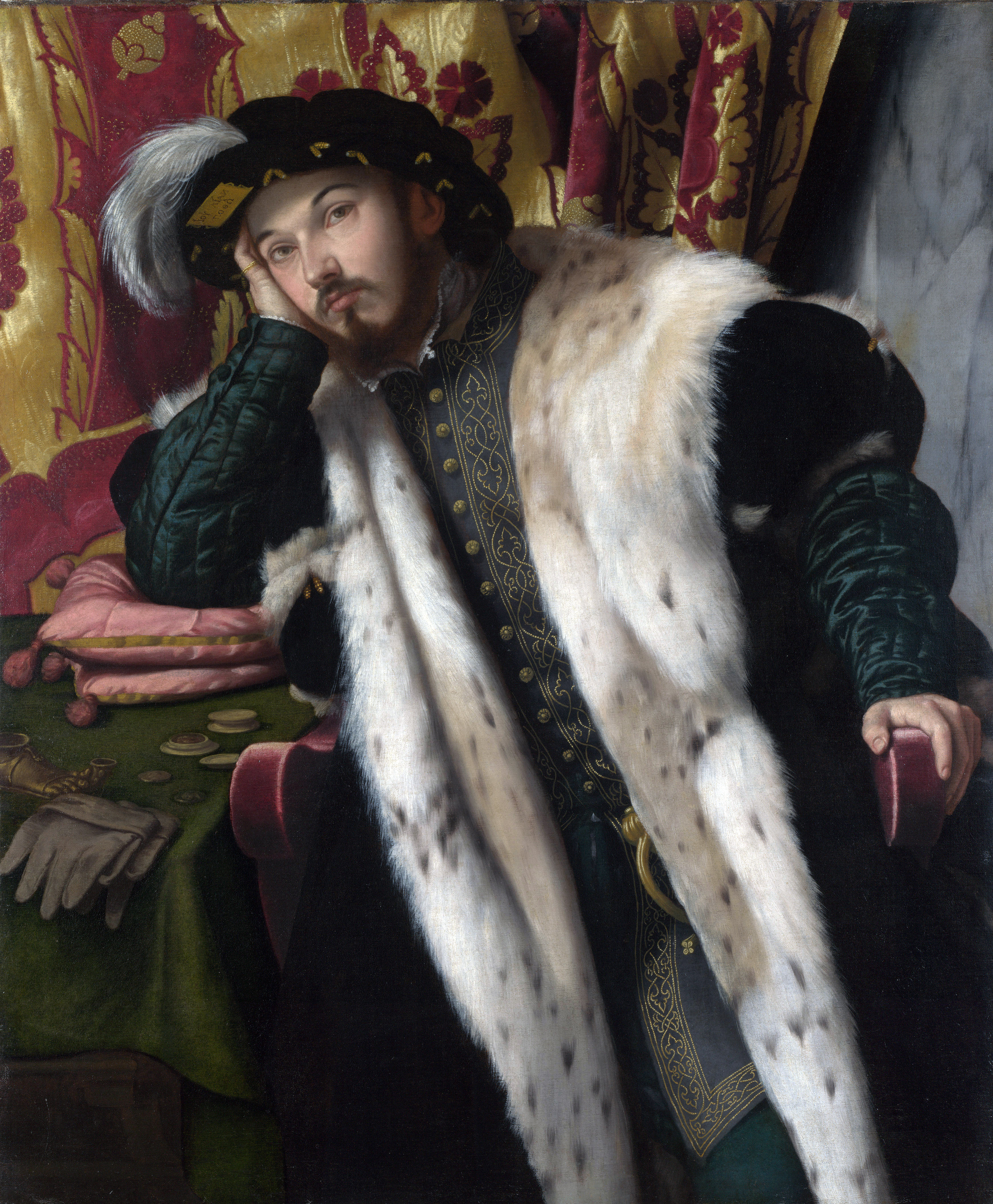
Moretto, Ritratto di Fortunato Martinengo Cesaresco (1542)

Il Rinascimento bergamasco e bresciano è una delle declinazioni principali dell'arte rinascimentale in Italia. L'importanza delle due città sulla scena artistica si espanse solo a partire dal Cinquecento, quando artisti forestieri e locali diedero origine a un'originale sintesi dei modi lombardi e veneziani, grazie anche alla particolare posizione geografiche delle due città: ultimo avamposto della Serenissima in terraferma per Bergamo e territorio conteso tra Milano (e i suoi dominatori) e Venezia per Brescia.
I maestri bergamaschi e bresciani furono all'origine di una "terza via" del Rinascimento maturo, dopo quella romano-fiorentina e quella veneziana, che fu di fondamentale importanza poiché alla base dei successivi sviluppi del linguaggio rivoluzionario di Caravaggio, originario proprio di quelle zone.

## Origini
Bergamo e Brescia registrarono nel XV secolo un'importanza nel panorama artistico italiano che si può definire "satellitare" rispetto ai centri dominati quali Milano e Venezia. Ad esempio fu grazie a Francesco Sforza che a Bergamo lavorò Filarete (nel Duomo, 1455 circa) e anche un capolavoro come la Cappella Colleoni di Giovanni Antonio Amadeo (1470-1476) è impensabile fuori dal contesto delle committenze sforzesche dell'epoca, quali il Duomo di Milano e, soprattutto, la Certosa di Pavia, da cui riprese gli spunti rinascimentali rivestiti da una decorazione esuberante.
All'inizio del Cinquecento Brescia rappresentava un'isola rispetto al leonardismo e al bramantismo imperanti a Milano, tanto da venire scelta come rifugio da un artista lombardo della "prima generazione" rinascimentale, quale Vincenzo Foppa.
Le tappe fondamentali del Rinascimento locale si concentrarono nel secondo e terzo decennio del Cinquecento: l'incontro tra Romanino e Tiziano a Padova nel 1511, l'arrivo di Lorenzo Lotto a Bergamo nel 1513, il trasferimento del Savoldo a Venezia nel 1520 circa e l'arrivo a Brescia del Polittico Averoldi di Tiziano nel 1522.

## Lotto a Bergamo

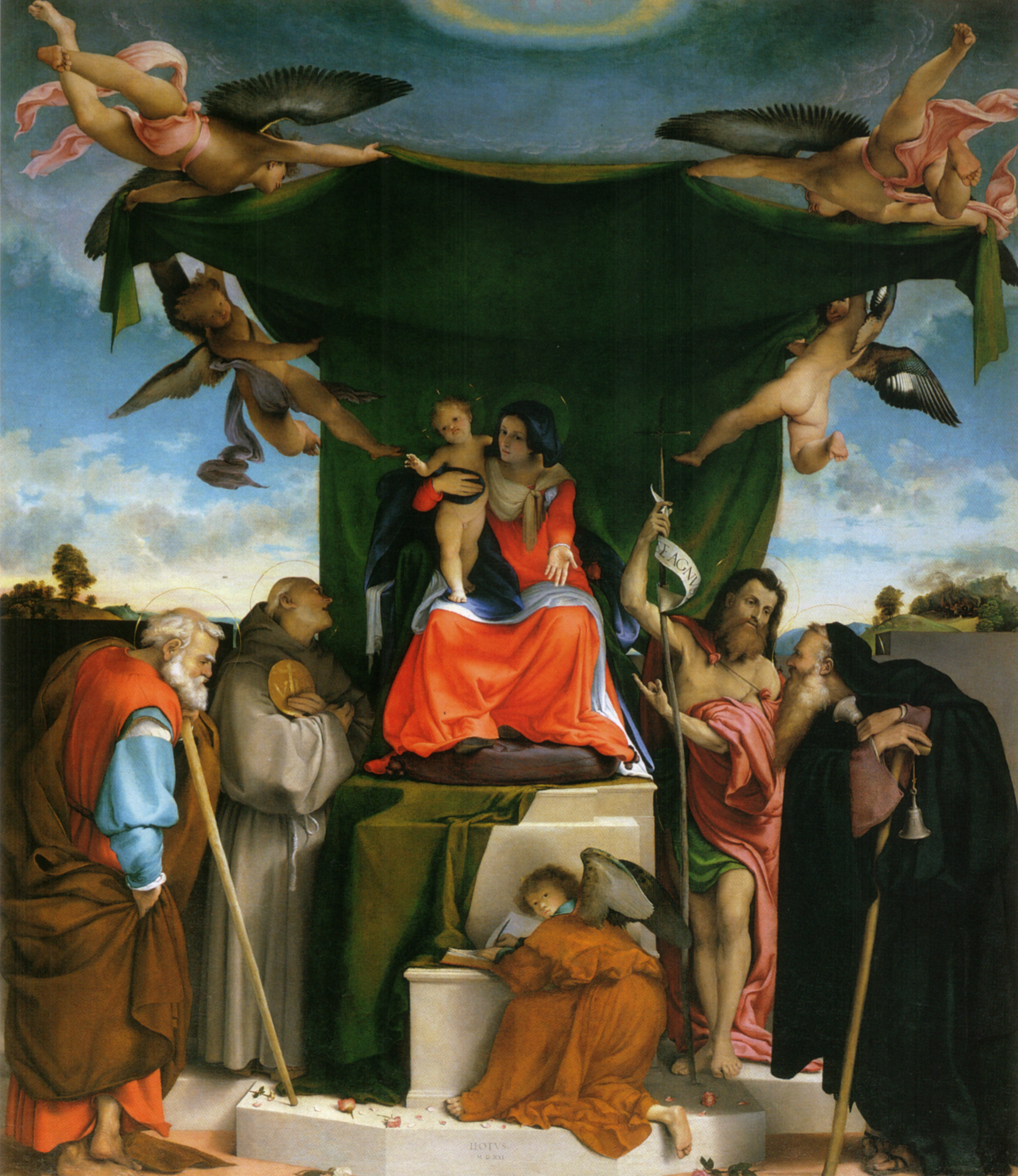
Lotto, Pala di San Bernardino (1521)

Un salto di qualità si ebbe quindi a Bergamo quando vi si stabilirono Giovanni Cariani, bergamasco di nascita ma residente a Venezia, (dal 1517) e, soprattutto, Lorenzo Lotto. Quest'ultimo arrivò nel 1513 per dipingere la grande pala d'altare,  Martinengo per la chiesa di santo Stefano. L'ambiente provinciale gli permise di muoversi liberamente secondo le inclinazioni del proprio stile, senza adattarsi ai modi magniloquenti della "Maniera moderna" del Rinascimento romano, alla stregua dei quali aveva dato alcune prove un po' impacciate nelle Marche. A Bergamo, sostenuto da una committenza colta e benestante, poté raccogliere i fermenti a lui più congeniali, svincolandosi dal linguaggio dominante nei centri più importanti della penisola. Alla sua mai dimenticata radice veneziana poté aggiungere spunti da Gaudenzio Ferrari, dal giovane Correggio, dall'arte nordica e dalla matrice lombarda locale.
Già la Pala Martinengo (1513-1516) mostrò alcune spregiudicate innovazioni, come la disposizione del trono di Maria e dei santi con alle spalle una navata di una chiesa (e non un'abside come tipico), come la cupola aperta verso il cielo (citazione di Mantegna) e come l'intensa caratterizzazione dei personaggi e la luce vibrante, che generano un effetto di instabilità della scena.
La successiva Pala di San Bernardino (1521) mostra una tavolozza molto brillante, un moderno trattamento delle ombre e uno scorcio vertiginoso degli angeli, oltre al senso di percezione della presenza dello spettatore da parte di Maria e, soprattutto dell'angelo ai piedi del trono, che interrompe la scrittura girandosi sorpreso.
Oltre ai cicli di affreschi ricchi di novità iconografiche, come quello dell'Oratorio Suardi a Trescore Balneario, e oltre ai ritratti intensi e immediati, fu soprattutto l'ambizioso progetto delle tarsie del coro di Santa Maria Maggiore a tenerlo occupato fino alla sua partenza nel 1526. Un contenzioso sul pagamento con i frati lo tenne poi sempre lontano dalla città, in cui non fece mai ritorno nonostante vi avesse trascorso il momento più felice e fecondo della sua carriera.

## Il Rinascimento a Brescia

### Gli albori
I primissimi, vaghi accenni a un nuovo gusto decorativo e compositivo che sorpassasse il gotico internazionale si ebbero, in campo pittorico, in alcune opere "calate dall'alto" nella Brescia medievale quattrocentesca, in primis il polittico di sant'Orsola di Antonio Vivarini per la chiesa di San Pietro in Oliveto. L'opera ebbe influenze notevoli sull'arte locale, riscontrabili ad esempio nell'evoluzione dell'arte di Paolo da Caylina il Vecchio verso forme più piene, come nella Madonna col Bambino tra i santi Lorenzo e Agostino che, eseguita dopo l'arrivo del polittico del Vivarini, presenta appunto tali caratteristiche.
Altra opera proto-rinascimentale prepotentemente "calata dall'alto" nella Brescia quattrocentesca fu l'Annunciazione di Jacopo Bellini eseguita per la chiesa di Sant'Alessandro, fedele al linguaggio del gotico internazionale ma con relative novità nella concezione spaziale e nell'atteggiamento delle figure.
Altri movimenti in questo senso sono rilevabili in opere sporadiche prodotte dalla cultura locale nella seconda metà del secolo, quali la grande tavola del San Giorgio e la principessa attribuita a Antonio Cicognara o a un maestro a lui affine, dove gli aristocratici stilemi gotici importati a Brescia da Gentile da Fabriano nella cappella di San Giorgio al Broletto, perduta, evolvono verso nuovi dosaggi spaziali e luministici, propriamente rinascimentali.

### Vincenzo Foppa

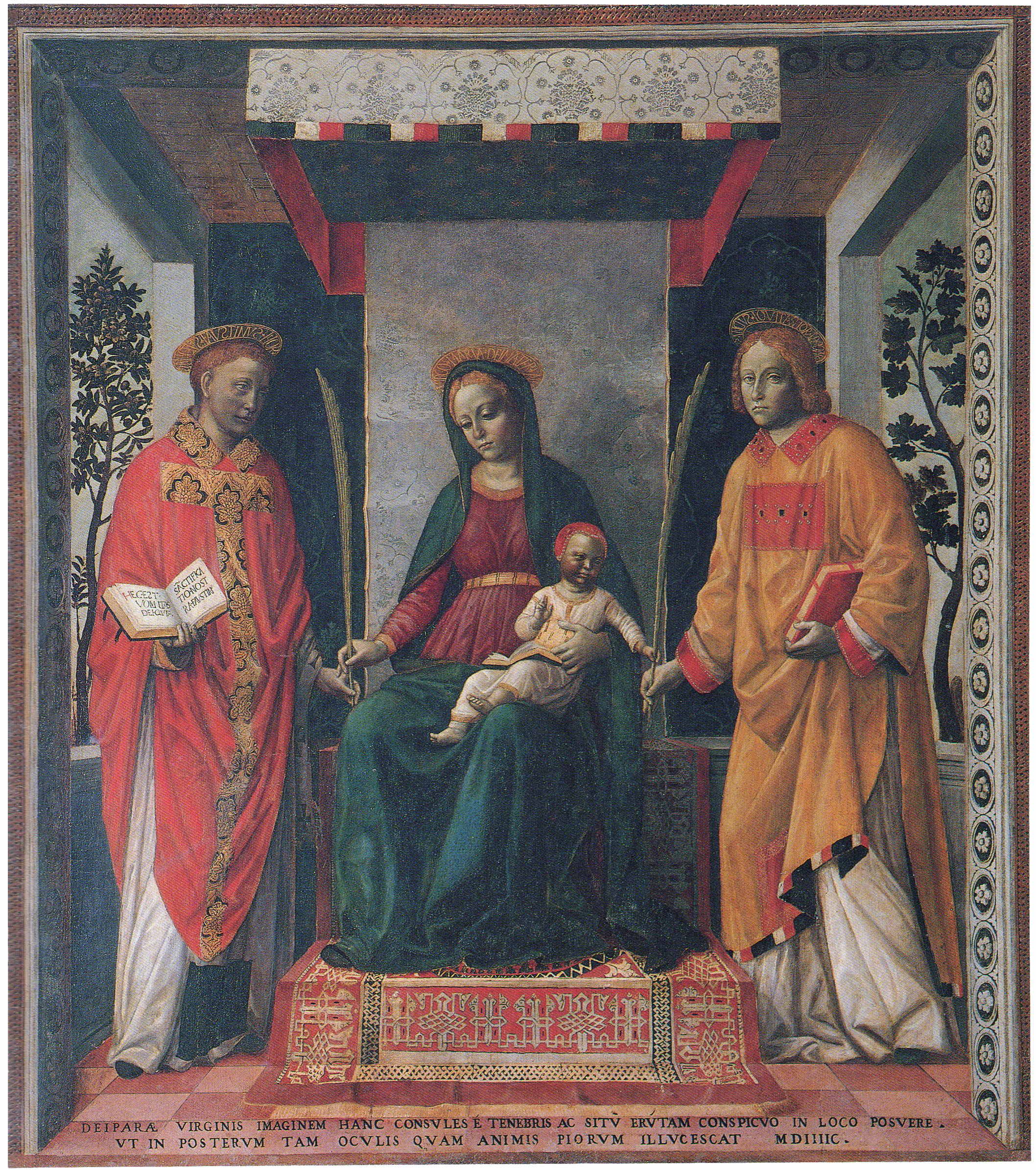
Vincenzo Foppa, Pala della Mercanzia, inizio XVI secolo

Il primo autore rinascimentale del panorama bresciano, fondatore della scuola bresciana, ma del resto dell'intero contesto lombardo, fu comunque Vincenzo Foppa, che lavorò stabilmente in città solo dopo esservi definitivamente trasferito, nel 1489, fino alla morte, avvenuta nel 1515 circa.
Le opere realizzate in questo breve periodo, non tutte giunte fino a noi, dimostrano una generale rielaborazione del suo linguaggio artistico alla luce delle sempre più incalzanti novità rinascimentali, dedotte in primo luogo dalla lezione di Leonardo da Vinci, rimanendo tuttavia fedele al suo caratteristico clima "arcaicizzante". Troviamo quindi la Pala della Mercanzia, concepita in una ferrea volontà di assolutezza lineare e luminosa: la conseguente realtà trepida ma rarefatta costituirà una lezione capitale per il Moretto. Dello stesso periodo è il probabile polittico da cui proviene la Natività di Gesù di Chiesanuova, eseguita proprio in questo spirito di rielaborazione. Nello Stendardo di Orzinuovi, opera estrema dipinta dal Foppa quasi novantenne, umanità e natura sono definiti in un linguaggio severo e monumentale, mentre le varie figure sono caricate da un'intensità espressiva intrisa di fisicità: anche questo vero "testamento pittorico" costituirà un solido punto di partenza per il Moretto e un chiaro riferimento per Savoldo, all'epoca già operante.
Certo degno di nota è il fatto che, al suo rientro a Brescia, il Foppa ottenne, come estremo riconoscimento del Consiglio Generale cittadino, l'affidamento di un corso regolare d'arte per istruire i giovani locali, dietro stipendio annuo di 100 lire.

### La "generazione intermedia"
Vincenzo Foppa e il Moretto costituiscono i due capisaldi della pittura rinascimentale bresciana e proprio quest'ultimo finirà per diventare il maggior esponente della scuola locale. Per comprendere appieno lo sviluppo dell'arte rinascimentale bresciana, però, non è possibile tralasciare quella che viene solitamente definita la "generazione intermedia", cioè una serie di pittori che operarono tra la fine del Quattrocento e il primo trentennio del Cinquecento (esattamente tra il Foppa e la maturità del Moretto), producendo una serie di opere d'alto pregio artistico sviluppate entro una cultura locale influenzata principalmente dal Foppa, un clima che non sarà estraneo alla formazione e alla successiva affermazione dei grandi maestri.

Il coro delle monache del monastero di Santa Giulia a Brescia, con gli affreschi di Paolo da Caylina il Giovane (registro inferiore) e Floriano Ferramola (registro superiore), 1527 e ss.

L'elenco dei presenti alla riunione del Collegio dei pittori di Brescia del 19 aprile 1517 fornisce una fotografia di questo momento storico, documentando Floriano Ferramola e numerosi "pittori senza opere", probabilmente di scuola ferramoliana o foppesca, seduti attorno allo stesso tavolo con Moretto, Romanino e Francesco Prata da Caravaggio agli inizi o quasi della loro fortunata carriera artistica degli anni 1520.

#### Floriano Ferramola
Floriano Ferramola (circa 1480-1528) si formò nella Brescia tardo quattrocentesca alimentata dall'arte del Foppa e dalle elaborazioni di quest'ultimo, tra cui quelle di Vincenzo Civerchio, generando una vastissima produzione soprattutto nel secondo e terzo decennio del Cinquecento. Più influenzato dai movimenti locali che dalla colta arte del Foppa, il suo stile si collega alla pittura umbro-emiliana penetrata nella Lombardia orientale attraverso il Perugino e Lorenzo Costa. Le opere del Ferramola si manterranno sempre su toni modesti ma da romanzesco, efficace narratore.
Fu l'arte del Ferramola a calamitare la stragrande maggioranza della committenza civile e religiosa della Brescia del primo Cinquecento: le sue celebri Storie di santi trovarono larghissimo successo in svariati monasteri della città e del territorio, ad esempio in Santa Giulia, San Giuseppe, Santa Croce, Santa Maria del Carmine (in collaborazione col Civerchio), e poi ancora a Lovere, Bedizzole, Nave, Bovezzo e Quinzano d'Oglio, creando una vera e propria scuola e influenzando la quasi totalità dei pittori di provincia: la maggior parte degli affreschi di inizio Cinquecento giunti fino a noi nelle chiese dell'intero territorio bresciano sono affiancabili al suo linguaggio. Altrettanti interventi interessarono i palazzi della nobiltà dell'epoca, soprattutto in contesto cittadino: il ciclo del salone d'onore di Palazzo Calini, oggi disperso tra Victoria and Albert Museum, National Gallery e Pinacoteca Tosio Martinengo, rappresenta una tra le più raffinate produzioni della pittura profana della Lombardia di inizio Cinquecento.
La serenità narrativa di cui il Ferramola si fece maestro, così come il suo linguaggio corsivo, le dosature cromatiche, le svariate e delicate nozioni naturalistiche, paesistiche, di ambiente e di costume ebbero consistenti ricadute sul Moretto, che raggiunse la maturità artistica proprio nel periodo di maggior fervore produttivo del Ferramola (1520-30).

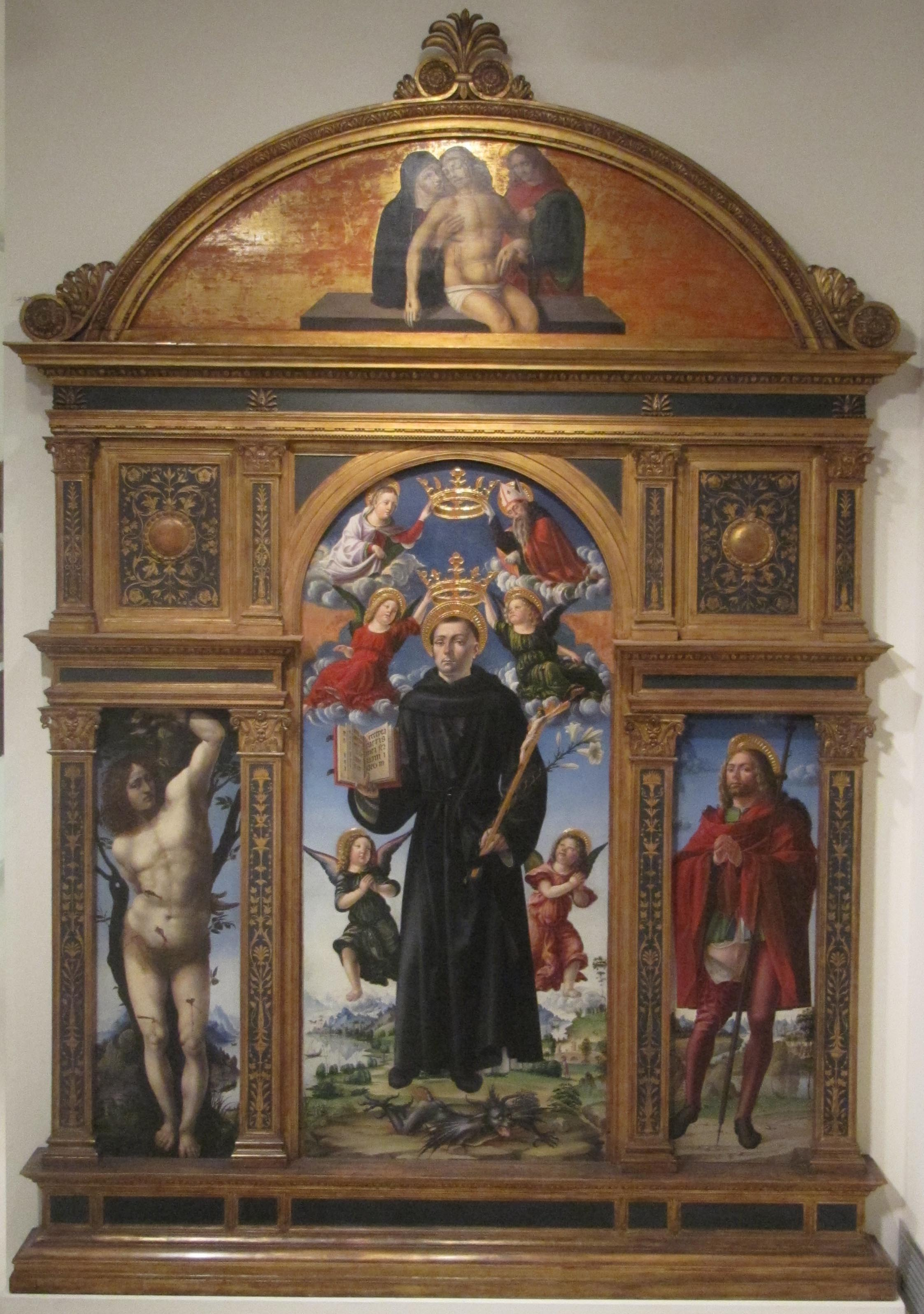
Vincenzo Civerchio e aiuti, Polittico di San Nicola da Tolentino, 1495.

#### Vincenzo Civerchio
Originario di Crema, Vincenzo Civerchio (1468/70-1544) lavorò soprattutto a Brescia a partire dagli ultimi anni del Quattrocento. In questo periodo produsse un consistente numero di opere, alcune perduti (come gli affreschi nel coro del Duomo vecchio) e altre giunti fino a noi, quali la Deposizione nella chiesa di Sant'Alessandro e parte di un ciclo decorativo nella cappella della Vergine per la già citata chiesa di Santa Maria del Carmine, realizzato in collaborazione col Ferramola.
Al primo posto nella produzione del pittore si colloca però il polittico di San Nicola da Tolentino per la chiesa di San Barnaba, firmato e datato 1495, un'opera di altissimo pregio in cui il Civerchio rivela una vasta cultura composita dedotta dalla lezione del Bergognone e di Bernardino Butinone, connessa a un'efficace tecnica pittorica e a un accurato realismo espressivo dei personaggi.

#### Paolo da Caylina il Giovane
Anche Paolo da Caylina il Giovane (1485–1545 circa) si formò nella Brescia proto rinascimentale di Foppa e Civerchio, crescendo poi sulle orme del Ferramola, con il quale si trovò spesso a collaborare, fino ad essere chiamato nel monastero di Santa Giulia per completare gli affreschi del coro delle monache.
Similmente a quest'ultimo, anche il Caylina riscosse un grande successo nella committenza dell'epoca, creando attorno a sé una scuola di pittori a lui affini. La sua produzione, però, ricevette rapidamente forti influenze dai grandi maestri locali, soprattutto dal Moretto e dal Romanino, essendo a loro praticamente contemporaneo. Già in lavori di inizio secolo, però, ad esempio nell'Adorazione della Croce con i santi Costantino, Elena e Silvestro per la chiesa di Santa Croce, si possono trovare gli schemi compositivi e gli atteggiamenti espressivi che tali maestri, in particolare il Moretto, ripeteranno nelle prime produzioni ed evolveranno poi verso modelli più maturi.
Evidenti caratteri di transizione sono riscontrabili anche nelle due tavole con la Natività e l'Adorazione dei Magi nel polittico della Madonna della Misericordia della chiesa di Sant'Agata (1520 circa), dove alle forme tipicamente quattrocentesche si abbinano una spazialità larga e profonda, una morbidezza degli impasti e una ricchezza cromatica dai toni caldi e luminosi mutuata dalle prime produzione di Romanino e Moretto e dai nuovi influssi veneti portati all'arte locale da questi autori.

### I maestri del pieno Rinascimento bresciano

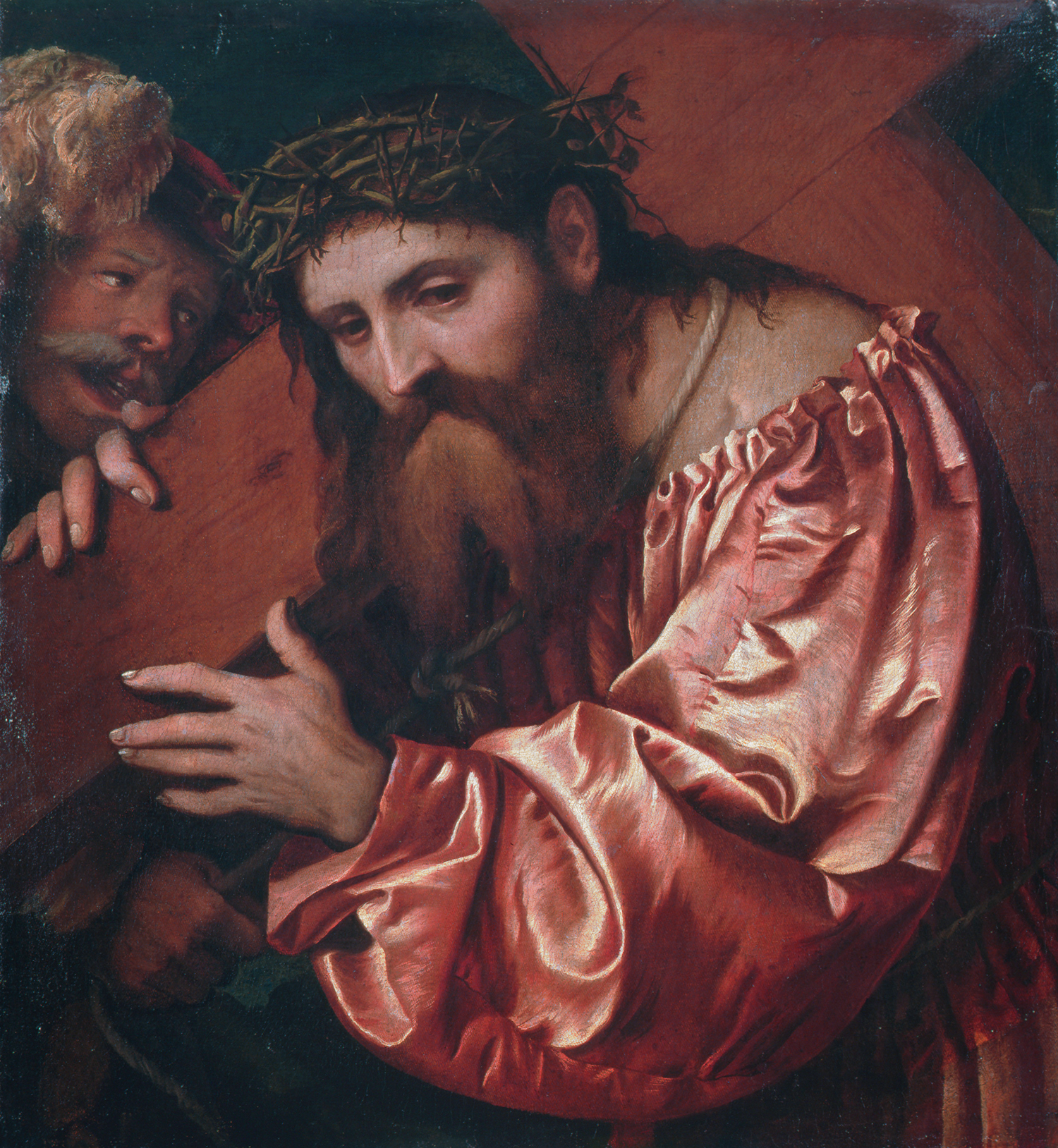
Romanino, Cristo portacroce, 1540-1550 circa

La scuola pittorica bresciana di inizio Cinquecento, peraltro, è stata definita dallo storico dell'arte Roberto Longhi come:
(Roberto Longhi, Cose Bresciane, 1929, p. 317.)
Il giudizio di Longhi, peraltro, è condiviso dalla critica in generale, tanto da convenire sul fatto che la scuola bresciana stessa fosse «la più intelligente e inquisitiva» di tutta l'Italia settentrionale. Il disastroso sacco di Brescia del 1512, tuttavia, mise in ginocchio la città, ponendo fine al mito della Brixia magnipotens e alla vivace stagione culturale impregnata di ideali umanistici che quest'ultima aveva fino ad allora vissuto. La Serenissima intervenne ancor più drasticamente, operando la cosiddetta "spianata", cioè la distruzione di qualsiasi edificio entro un chilometro e mezzo dalla cinta muraria, onde eliminare qualsiasi riparo o nascondiglio per gli aggressori. I beni immobili perduti furono innumerevoli e diversi cenobi, distrutta l'originaria sede, si videro costretti a riparare in città, edificando entro la cinta nuove chiese e monasteri.
Al generale danno economico, sovrapposto alle già onerose ricostruzioni da operarsi dopo il sacco, la Repubblica di Venezia rispose offrendo riduzioni e talvolta esenzioni da tasse, in modo da poter restaurare e ricostruire le chiese, i conventi e i monasteri saccheggiati o del tutto distrutti con la "spianata". In quel periodo nacque così una vivace committenza artistica, che favorì l'emergere di personalità locali. Dal 1520 circa (la "spianata" fu operata tra il 1516 e il 1517) si ha quindi l'affermazione di un gruppo di pittori quasi coetanei che, fondendo le radici culturali lombarde e veneziane, raggiunsero risultati di grande originalità nel panorama artistico della penisola: il Romanino, il Moretto e Savoldo, definiti dallo storico dell'arte Roberto Longhi come "i precedenti di Caravaggio".
In provvidenziale coincidenza, nel 1522 arriva a Brescia il Polittico Averoldi di Tiziano per il presbiterio della collegiata dei Santi Nazaro e Celso, che conoscerà una larghissima, immediata fortuna tra gli esponenti artistici locali e costituirà un basilare punto di riferimento nell'esecuzione di un'intera serie di nuove opere d'arte.

#### Romanino
Gerolamo Romani, detto il Romanino, esordì verso il 1510 con un Compianto nelle Gallerie dell'Accademia di Venezia, dove a una base di realismo lombardo aggiunse riferimenti di altre scuole, come quella ferrarese. A Padova vide poi gli affreschi di Tiziano nella Scuola del Santo, dai quali riprese un senso più accentuato per il colore corposo e la dinamicità della composizione. Un primo omaggio al maestro veneziano si riscontrò nella Pala di Santa Giustina (Musei civici di Padova, 1513), in cui affiorano anche ricordi della formazione lombarda come l'architettura bramantesca della volta che sovrasta e incornicia le figure.
Tornato in patria, nel 1517 circa Romanino ripropose uno schema simile nella Madonna col Bambino e santi per la locale chiesa di San Francesco, in cui si riscontrano già i tipi fisici che contraddistinsero la sua produzione successiva. Senza allontanarsi troppo da Brescia negli anni successivi toccò vari cantieri, come quello del Duomo di Cremona (Passione di Cristo, 1520 circa), dove venne in contatto con i modi magniloquenti del Pordenone, e come i piccoli centri delle valli bresciane (Breno, Bienno, Pisogne), in cui lasciò tavole e affreschi con interessanti accenti alla realtà quotidiana, fortemente presente nei gesti, nei costumi e nelle espressioni.
Nel 1521 la cooperazione col Moretto alla cappella del Sacramento nella chiesa di San Giovanni Evangelista sancì la presenza in città di una vera e propria scuola. Il maggior successo del secondo, spinse il Romanino a concentrarsi soprattutto sulla provincia, più ricettiva del suo stile naturalistico, concedendosi qualche raffinata divagazione come gli affreschi nel castello del Buonconsiglio a Trento dopo il 1530, a fianco di Dosso Dossi.

#### Moretto

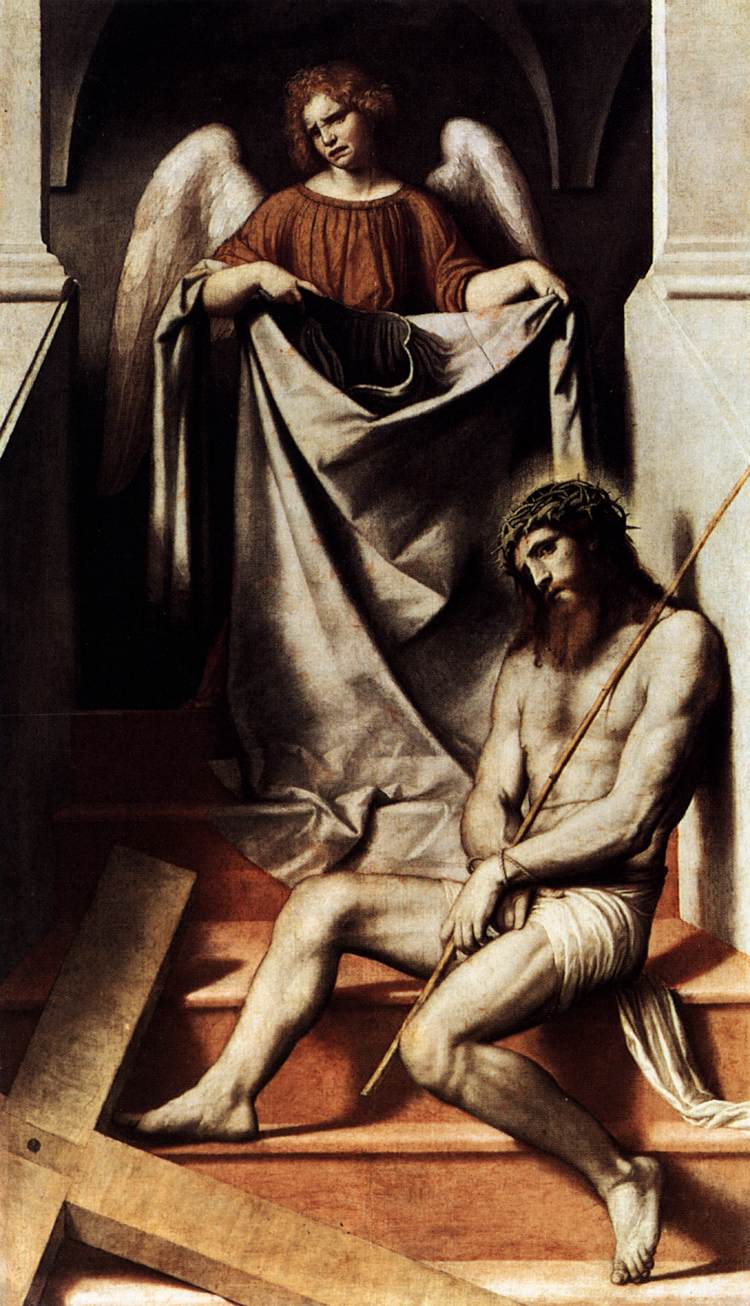
Moretto, Cristo e l'angelo (1550 circa)

Alessandro Bonvicino, detto il Moretto, lavorò prevalentemente a Brescia, per questo il suo stile è più radicato nella tradizione locale ed è stato accostato da studiosi, quali Roberto Longhi, allo stile di Vincenzo Foppa. Lavorò spesso per le chiese e i committenti privati locali, diventando il pittore più richiesto in città. Tra le prime opere spicca l'Elia e l'angelo per la cappella del Sacramento in San Giovanni (1521-1523), dallo sfondo alla fiamminga.
Negli anni successivi subì l'influenza di Tiziano, grazie all'arrivo del citato Polittico Averoldi nel 1522, e di Raffaello (visto nelle stampe di Marcantonio Raimondi), arrivando a modi più morbidi e composti: non è un caso che opere come la Santa Giustina di Padova e un donatore (1530 circa) fossero in passato attribuite al Sanzio.
Vivace ritrattista, lodato dal Vasari, nelle sue opere si possono cogliere echi di Lorenzo Lotto e di Hans Holbein il Giovane. A partire dagli anni quaranta divenne uno dei più apprezzati interpreti delle istanze controriformate, con pale d'altare spesso dedicate al tema del sacrificio eucaristico, come il Cristo e l'angelo (1550-1554), capolavoro tardo impostato a una tavolozza dai toni smorzati, a sentimenti patetici e a una scioltezza prospettica, con la figura di Cristo sapientemente articolata lungo i gradini.

#### Savoldo

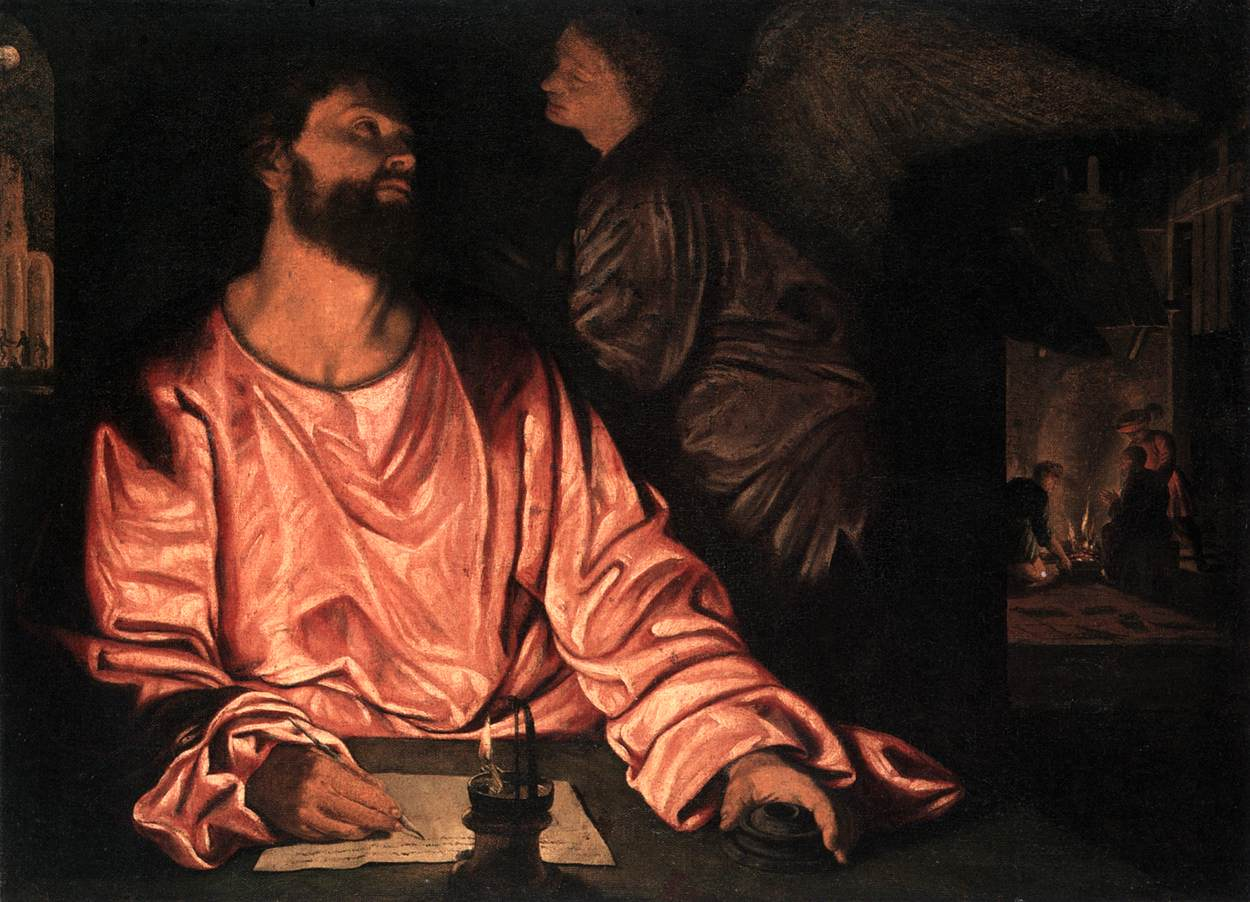
Savoldo, San Matteo e l'angelo, 1530-1535 circa

Giovanni Girolamo Savoldo fu il terzo maestro bresciano e la sua produzione si colloca interamente in due decenni, dal 1520 al 1540 circa. Non se ne conoscono opere giovanili e ciò rende difficile la ricostruzione della sua formazione. Nel 1506 si sa che era a Parma e nel 1508 a Firenze, quando la città era in fermento per la presenza le straordinarie novità di Leonardo, Michelangelo e Raffaello. Entro il 1520 si stabilì a Venezia, dove entrò in contatto con gli effetti materici del colore corposo di Tiziano e con le atmosfere contemplative di Giorgione, pur restando sempre fedele alla sua matrice naturalistica lombarda.
In particolare sono famose le sue opere dalla luce palpitante, come la serie della Maddalena (1540 circa), o il San Matteo e l'angelo al Metropolitan Museum (1534). Quest'ultimo mostra un'ambientazione notturna con una fonte di luce interna al dipinto (la candela in primo piano) ed effetti chiaroscurali di grande suggestione, che anticipano il caravaggismo.
Tra i numerosi ritratti spicca il Ritratto d'uomo in armatura al Louvre (1529 circa), dove il soggetto è ritratto in scorcio e riflesso da due specchi, un vero tour de force pittorico legato alle disquisizioni sul paragone delle arti. Se nelle pale d'altare di grande formato l'artista mostrò di aderire agli schemi tradizionali, aperti alle influenze di Tiziano, più originali e interessanti appaiono, invece, le opere di dimensioni medie destinate a privati, in cui sperimenta soluzioni più originali attingendo a un vasto repertorio, che arriva anche fino a Hieronymus Bosch.

### La scultura del Rinascimento a Brescia

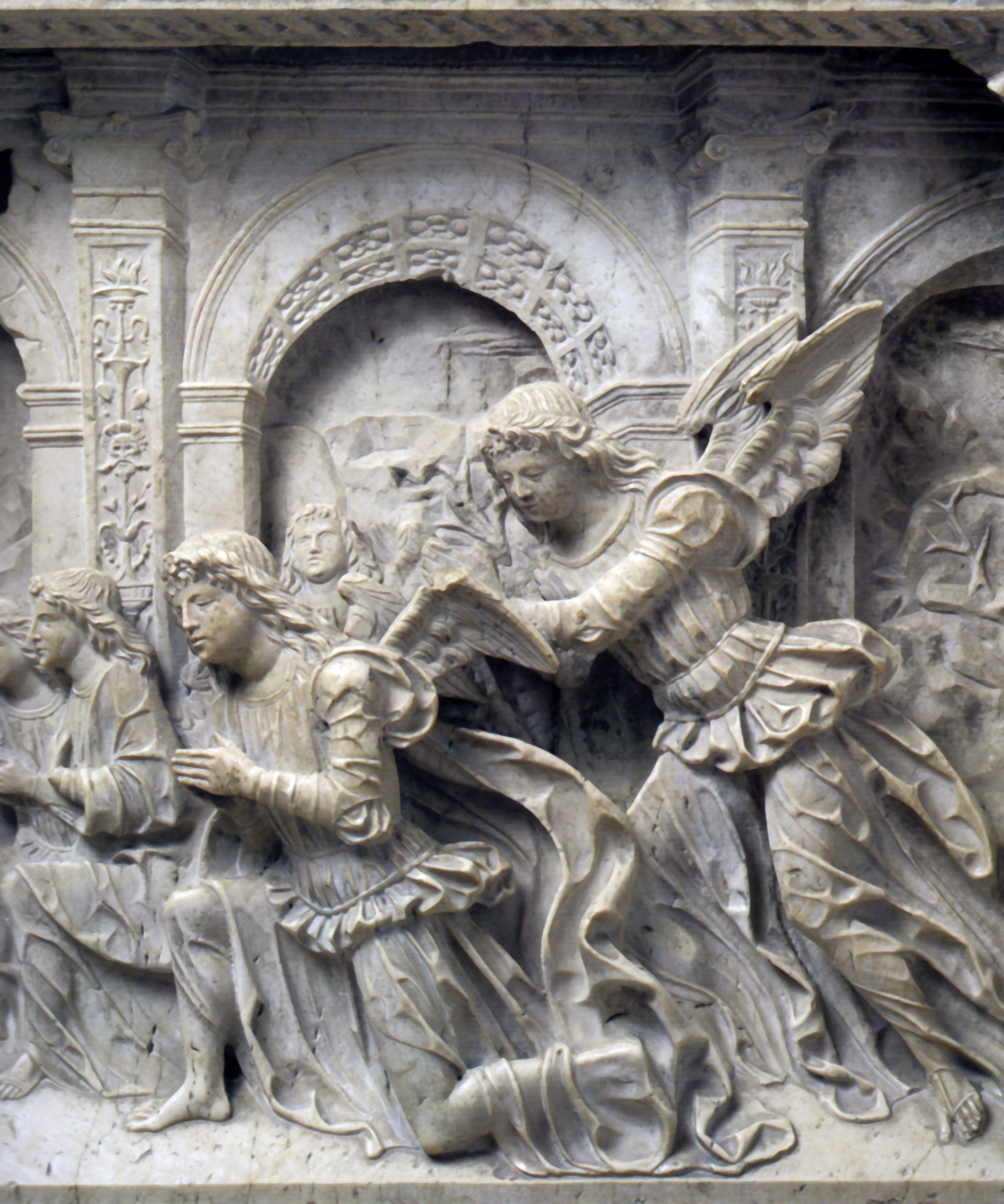
Gasparo Cairano, Adorazione Caprioli, (dettaglio, 1495-1500).

L'importante declinazione della scultura rinascimentale sviluppata a Brescia a partire dagli anni 1460 circa, nell'ambito della cultura rinascimentale veneta, ha avuto l'apice tra la fine del secolo e l'inizio del successivo, periodo in cui si collocano una serie di cantieri pubblici e privati che furono in grado di produrre opere assolutamente originali, spaziando dalla raffinata e sperimentale matrice scultorea della chiesa di Santa Maria dei Miracoli al regolare classicismo del palazzo della Loggia.
Protagonista di questa fortunata quanto breve parabola, stroncata nel 1512 con l'invasione dei francesi e il successivo sacco di Brescia, fu Gasparo Cairano, riconosciuto autore di opere di altissimo livello artistico quali l'arca di sant'Apollonio, l'Adorazione Caprioli, il mausoleo Martinengo e, in primo luogo, il ciclo dei Cesari per i prospetti del palazzo della Loggia, elogiato a stampa già nel 1504 dal De sculptura di Pomponio Gaurico. Contemporanei al Cairano furono altri autori più o meno bresciani, spesso presenti a Brescia solo per brevi capitoli della loro carriera, quali il Tamagnino e la bottega dei Sanmicheli, assieme ad altri artisti minori collocabili nella cerchia del maestro, per esempio Antonio Mangiacavalli e Ambrogio Mazzola, mentre resta ancora oggi in gran parte anonima la galassia di scultori di impronta veneta attiva in città durante l'intera seconda metà del XV secolo.

## Moroni, tra Bergamo e Brescia

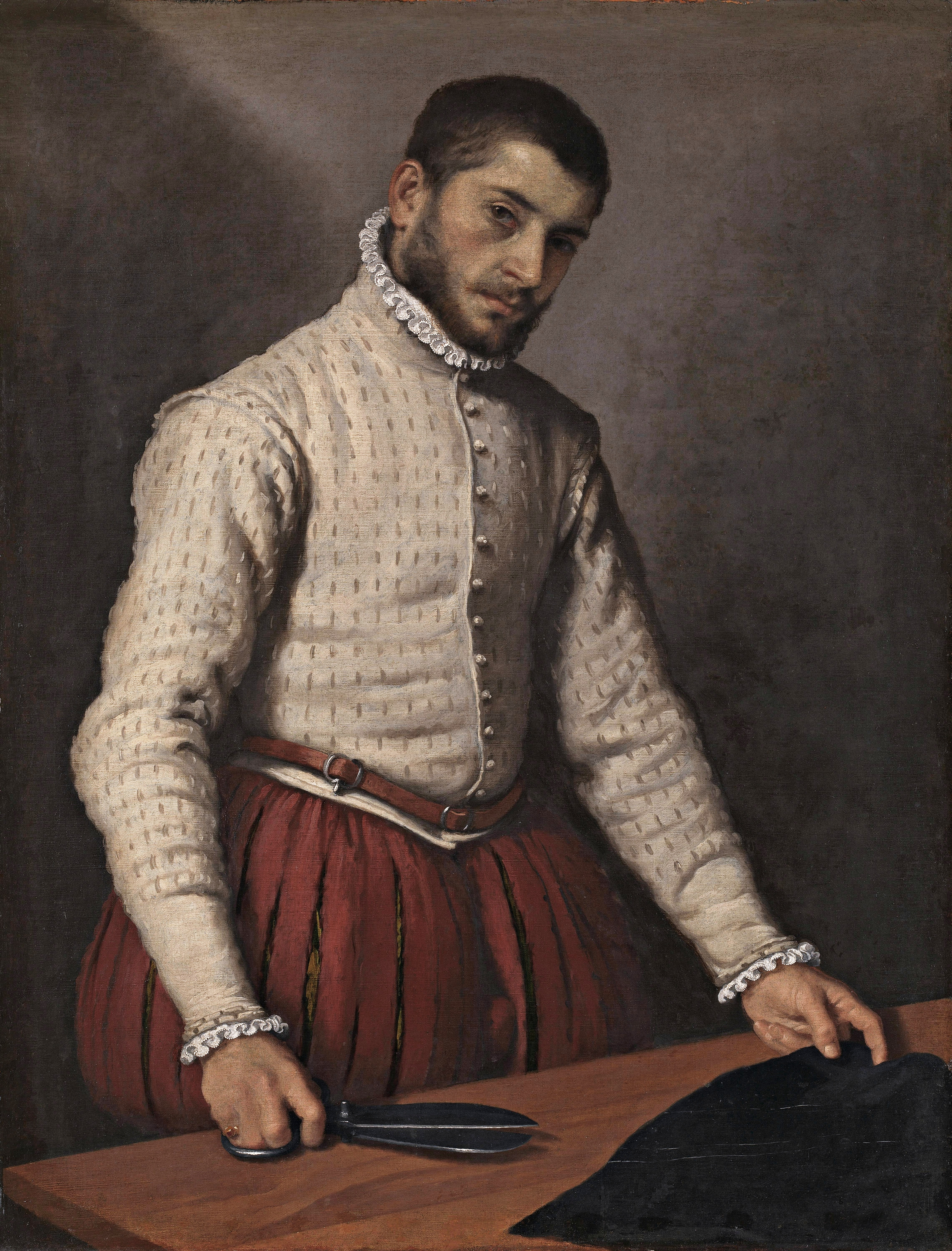
Moroni, Ritratto di sarto (1570-1575 circa)

Nella seconda metà del secolo spiccò nella zona orobico-bresciana la figura di Giovan Battista Moroni. Originario di Bergamo si formò a Brescia col Moretto, per poi rientrare nella sua città natale. Fu autore di pale d'altare fedeli ai principi della Controriforma, ma eccelse soprattutto come ritrattista capace di creare opere di intensa connotazione psicologica, trattate con una tecnica eccelsa.